# Фейгін Володимир Григорович
Володимир Григорович Фейгін (29 листопада 1901, місто Білосток Гродненської губернії, тепер Польща — розстріляний 30 жовтня 1937, місто Москва, Російська Федерація) — радянський комсомольський діяч, секретар ЦК РКСМ, член Бюро ЦК РКСМ із 16 грудня 1920 по 4 квітня 1922 року, член ВЦВК. Член Центральної контрольної комісії ВКП(б) у 1930—1934 роках. Член Комісії радянського контролю при РНК СРСР у 1934—1937 роках.

## Біографія
Народився в родині єврейського приватного адвоката. Проживав у містечку Родошковичі Молодечненського повіту, потім переїхав до Вільна, а в 1915 році — до міста Покрова Владимирської губернії. Навчався чотири роки в гімназіях міст Вільно та Покров Владимирської губернії.
Член РСДРП(б) з травня 1917 року.
З травня 1917 по квітень 1918 року був розповсюджувачем газети «Социал-Демократ» серед солдатів 21-го полку російської армії. У 1918 році вступив до комсомолу.
У квітні — грудні 1918 року — інструктор Покровського повітового комітету РКП(б), голова Покровської міської Спілки молоді «III-й Інтернаціонал» Владимирської губернії.
У 1919 році був організатором Комуністичної спілки молоді в Гродненській губернії.
У січні 1919 — лютому 1920 року — голова Владимирського губернського комітету комсомолу (РКСМ).
У лютому — листопаді 1920 року — голова Єкатеринбурзького губернського комітету РКСМ.
У листопаді 1920 — 1921 року — відповідальний редактор журналу ЦК РКСМ «Юный коммунист», завідувач відділу друку ЦК РКСМ.
16 грудня 1920 — 4 квітня 1922 року — секретар ЦК РКСМ.
У травні 1922 — жовтні 1923 року — секретар Закавказького крайового комітету РКСМ у місті Тифлісі.
У жовтні 1923 — грудні 1924 року — слухач курсів марксизму при Комуністичній академії в Москві.
У грудні 1924 — серпні 1925 року — інструктор, секретар партійного осередку фабрики Великої Іваново-Вознесенської мануфактури; заступник завідувача організаційного відділу Іваново-Вознесенського губернського комітету РКП(б).
У вересні 1925 — серпні 1929 року — слухач економічного Інституту червоної професури.
У вересні 1929 — жовтні 1931 року — член президії Планової комісії (Земплан), член колегії Народного комісаріату землеробства РРФСР, заступник народного комісара землеробства РРФСР.
У жовтні 1931 — лютому 1933 року — член колегії Народного комісаріату робітничо-селянської інспекції СРСР, керівник групи тваринництва Центральної контрольної комісії ВКП(б), редактор «Листка РКИ» в газеті «Правда».
У лютому — грудні 1933 року — уповноважений Центральної державної комісії із визначення врожайності і валового збору зернових культур по Дніпропетровській області.
У березні 1934 — жовтні 1935 року — керівник групи Народного комісаріату землеробства СРСР Комісії радянського контролю при РНК СРСР. У жовтні 1935 — червні 1937 року — керівник сільськогосподарської групи Комісії радянського контролю при РНК СРСР.
Автор книги «Кустарна промисловість у СРСР» та брошури «Ленінське виховання молоді».
27 червня 1937 року заарештований органами НКВС. Засуджений Воєнною колегією Верховного суду СРСР 29 жовтня 1937 року до страти, розстріляний наступного дня. Похований на Донському цвинтарі Москви.
23 листопада 1955 року реабілітований, 23 грудня 1955 року посмертно відновлений у партії.